# بييرو بيتشيوني
بييرو بيتشوني (بالإيطالية: Piero Piccioni)‏(6 ديسمبر 1921-23 يوليو 2004) ملحن وعازف بيانو إيطالي، لحن أكثر من 162 فيلم. عمل مع العديد من المخرجين المهمين منهم برناردو بروتلوتشي ولوكينو فيسكونتي وفيتوريو دي سيكا وإليو بيتري وفرانشيسكو روسي وجان-لوك غودار وروبرتو روسيليني وماريو مونيتشيلي.
عمل لأول مرة في الإذاعة في عام 1938 مع فرقة "013" الخاصة به، ليعود على مرة أخربعد تحرير إيطاليا عام 1944. "013" كانت أول فرقة جاز إيطالية تبث بعد سقوط الفاشية

## حياته
ولد بييرو بيتشوني في تورينو، بيدمونت. كان والده أتيليو بيتشيوني (عضو بارز في الحزب الديمقراطي المسيحي الإيطالي مع الحكومة الإيطالية في فترة ما بعد الحرب)، كثيرًا ما كان يأخذه لسماع الحفلات الموسيقية في استوديوهات راديو EIAR في فلورنسا. بعد أن استمع إلى موسيقى الجاز طوال طفولته (أحب موسيقى أرت تاتوم وشارلي باركر) وحضر الدراسات في معهد لويجي تشيروبيني للموسيقى، أصبح بييرو بيتشيوني موسيقيًا.
توفي في روما عام 2004.

## حياة مهنية
لقد تأثر في استخدام موسيقى الجاز من قبل الملحنين الكلاسيكيين في القرن العشرين والأفلام الأمريكية. كان من بين المخرجين الذين أحبهم المخرج المؤثر فرانك كابرا وملك الغموض ألفريد هيتشكوك والعظيم بيلي وايلدر والعريق جون فورد، بينما كان أليكس نورث مؤلفًا موسيقيًا أعجب به وهو يعد من أهم الملحنين على الإطلاق. بدأ في كتابة الأغاني الخاصة به وسرعان ما تمكن من نشر بعض أعماله في طبعات كاريش.
اتصل بييرو بيتشوني بعالم السينما في روما خلال الخمسينيات، عندما كان محامياً ممارسًا يضمن حقوق الأفلام للمنتجين الإيطاليين مثل تيتانوس ودي لورينتيس. خلال ذلك الوقت، دعا المخرج العظيم مايكل أنجلو أنطونيوني بيتشيوني لتسجيل فيلم وثائقي من إخراج جيان لويجي بوليدورو، أحد تلاميذه. أول نتيجة حققها بيتشيوني في فيلم روائي كان فيلم العالم يدينهم للمخرج جياني فرانسيوليني (1952). وبناءً عليه. طور علاقات عمل متماسكة مع المخرجين مثل فرانشيسكو روسي وألبرتو سوردي، وأقام علاقات شخصية ومهنية قوية معهم.
سعى العديد من المخرجين المهمين إلى بييرو بيتشوني لتسجيل الموسيقى التصويرية لأفلامهم: فرانشيسكو روزي وماريو مونيتشيلي ولوكينو فيسكونتي وبرناردو بيرتولوتشي وروبرتو روسيليني وفيتوريو دي سيكا ودينو ريسي.

## الجوائز والتراث
فاز بيتشيوني بالعديد من الجوائز المرموقة بما في ذلك جائزة جائزة ديفيد دي دوناتيلو عن فيلم جرف بعيدا 1974 وجائزة ناسترو دي أرجنتو عن فيلم سالفاتوري جوليانو 1962 للمخرج الكبير فرانشيسكو روسي.
ظهرت أغنيته «إزدحام المرور» داخل الفيلم الشهير ليباوسكي الكبير للأخوان كوين.

## وصلات خارجية
- بييرو بيتشيوني في قاعدة بيانات الأفلام على الإنترنت